# Nina Silvano de Foderé
Nidia Amada Silvano (Santo Tomé, Corrientes, 26 de marzo de 1927 - 29 de marzo de 2021) fue una educadora argentina. Dedicó la mayor parte de su vida al desarrollo humano de su ciudad natal, donde fue declarada ciudadana ilustre en 2009. 

## Biografía
Nació el 26 de marzo de 1927 en Santo Tomé, provincia de Corrientes. En el año 1945, luego de graduarse de la Escuela Normal Nacional "Profesor Victor Mercante", recibió una beca del Ministerio de Educación de la Nación Argentina para estudiar en el Instituto Nacional de Educación Física para Mujeres, egresando 3 años después. 
En 1955, durante la Revolución Libertadora fue despedida de su trabajo como profesora a causa de sus ideas políticas. En 1973 fue nombrada rectora de la Escuela Normal Nacional "Profesor Victor Mercante".
En su carrera como educadora también se destaca el haber sido una de las fundadoras de la Escuela Nacional de Comercio de Santo Tome en 1948 y del Instituto de Formación Superior "Jorge Luis Borges" en 1970.
En 1978 fue elegida Presidente de la Sociedad Cooperadora del Hospital San Juan Bautista de Santo Tomé. Cargo que ocupó hasta 2009, habiendo sido reelegida por los socios durante 31 años consecutivos.
Fue declarada vecina ejemplar por el Concejo Deliberante de la ciudad de Santo Tomé el 27 de agosto de 2009.